# Experiencia Religiosa
«Experiencia Relelgiosa» (рус. Религиозный Опыт) — второй сингл испанского певца Энрике Иглесиаса из его дебютного альбома «Enrique Iglesias», выпущенный 1 февраля 1995 года.

## Запись сингла

Иглесиас в клипе «Experiencia Religiosa»

Музыку к песне написал Чин Гарсия — Алонсо, стихи написал сам Иглесиас. В припеве использовались строчки из евангелие. Также были записаны итальянская и португальская версии песни. Британская поп — группа «Boyzone» сделала кавер-версию на песню, назвав её «Mystical Experience». На песню был снят клип, по сценарию которого Иглесиас становится свидетелем свадьбы девушки, в которую он влюблён.

## Чарты
Песня дебютировала на 33 месте в США 10 февраля 1996 года. Трек занял первое место 20 апреля 1996 года. Трек находился в «Top Ten» на протяжении 20 недель, а также находился на первом месте в Мексике на протяжении четырёх недель.
| Чарт (1996)                                   | Пиковая позиция |
| --------------------------------------------- | --------------- |
| U.S. Billboard Hot Latin Tracks               | 1               |
| U.S. Billboard Latin Pop Airplay              | 2               |
| U.S. Billboard Latin Regional Mexican Airplay | 2               |
| U.S. Billboard Latin Tropical/Salsa Airplay   | 15              |